# Hrabkovské zlepence
Hrabkovské zlepence je přírodní památka v oblasti Prešov.
Nachází se v katastrálním území obce Hrabkov v okrese Prešov v Prešovském kraji. Území bylo vyhlášeno či novelizováno v roce 1989 na rozloze 0,8719 ha. Ochranné pásmo nebylo stanoveno.